# Camponotus intrepidus
Camponotus intrepidus är en myrart som först beskrevs av Kirby 1819.  Camponotus intrepidus ingår i släktet hästmyror, och familjen myror.

## Underarter
Arten delas in i följande underarter:
- C. i. bellicosus
- C. i. intrepidus